# Jalovec (hora)

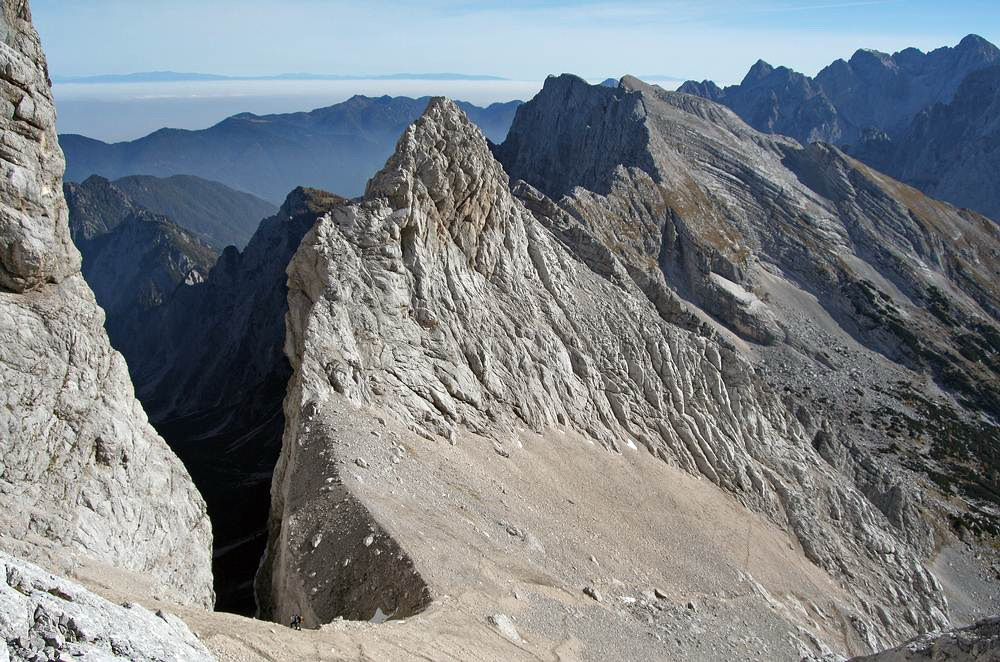
Pohled na kuloár Ozebnik

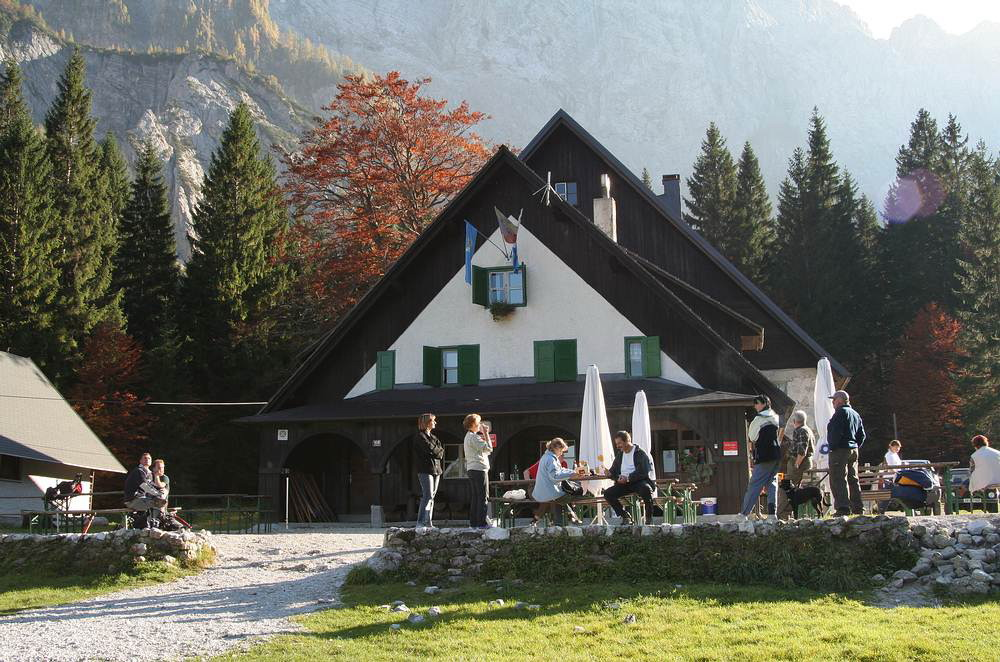
Dom v Tamarju (1108 m)

Jalovec patří mezi nejznámější vrcholy Julských Alp. Majestátně se tyčí nad dolinou Planica a díky svému tvaru připomínajícímu kamenný krystal, bývá také nazýván „Slovinský Matterhorn“. Jeho silueta zdobí logo Slovinského horského svazu (PZS). Jalovec obklopují tři údolí, která markantně převyšuje. Údolí Planica o 1540 m (Horní konec údolí Planica je dolina Tamar, kde stojí Dom v Tamarju (1108 m), dolinu Trenta o 1700 m a dolinu Koritnica o 2000 m. Pod vrcholem Jalovec pramení řeka Soča.

## Historie
První na vrcholu stál Karl Wurmb a dva průvodci, Crnuta a Strgulc v roce 1875. Jalovec pokořili z údolí Koritnica. Z údolí Trenta poprvé dosáhl vrcholu Karl Blodig v roce 1878. Slavný průzkumník Julských Alp Julius Kugy a průvodce Andrej Komac byli první na vrcholu Jalovce z údolí Planica, a to v roce 1884. Jako první vylezl severovýchodní stěnou Ferdinand Horn v roce 1909.

## Obtížnost výstupu
Výstupových cest je několik. Všechny jsou dlouhé a všechny obsahují lezení, mnohdy i po zajištěných stezkách.
- Sever: Cesta z údolí Tamar má dvě varianty. Jedna cesta vede přes tmavý, úzký a hluboký komín – tzv. Jalovcev Ozebnik (kuloár Ozebnik), který je nebezpečný kvůli častým skalním sesuvům. Cesta je velmi atraktivní, ale v současné době zavřená (2007). Uvnitř komínu se téměř po celý rok drží sníh a led. Často jsou nezbytnou výzbrojí mačky a cepín. Ekvivalentní cesta je stezka přes vrchol Jalovska Škrbina. Ta je zajištěna lanem (obtížnost B/C). Druhá cesta z doliny Tamar je cesta přes severní rameno. Také tento výstup je zajištěn. Obtížnost (C/D) je ale mnohem větší než přes Jalovskou škrbinu.
- Západ: Cesta z údolí Koritnica je nejméně populární. Tato cesta je velmi dlouhá a překonává obrovské převýšení. Připojuje se k cestě z doliny Tamar přes severní rameno na Kotově Sedle a jsou na ní také nějaké zabezpečené sekce.
- Horolezecké výstupy: V severovýchodní stěně Jalovce vedou dva horolezecké výstupy – známá Comiciho hrana[1] obtížnosti V, A1 po markantní hraně Jalovce obrácené čelem do doliny Planica a v levé části stěny vlevo od hrany Hornova cesta.

## Údolí
- Planica je 5 km dlouhé, postranní údolí Zgornja Savska dolina (údolí Sávy) dělá severní okraj Julským Alpám. Od severu se Planica hluboko zařezává do skupiny Jalovec. Na jeho konci (ústí) je vesnice Ratece (870 m). Strany údolí se zvedají velmi strmě. Na západě je ostrý a divoký hřeben Ponca (2274 m). Na východě je Ciprnik (1746 m). Na konci údolí stojí mocná a dlouhá severní stěna Travniku (2379 m) a Mojstrovky (2366 m). 6 km od vstupu v horní, 2 km dlouhé, části údolí nazvaného Tamar stojí Dom v Tamarju (1108 m). Planica je nejznámější díky skokanskému můstku a letům na lyžích, kde byla v roce 1994  poprvé v historii pokořena hranici 200 m (Fin Toni Nieminen).
- Trenta je jedno z nejnavštěvovanějších a nejkrásnějších údolí Julských Alp. Také je jedním z nejdelších (kolem 22 km) a nejhlubších. Dělí pohoří na západní a východní část. Jeho konec (ústí) je blízko malého města Bovec. Zde protéká řeka Soča. Ta má světlou modrou a světlou zelenou barvu a je velmi populární mezi vodáky. Podél řeky je málo vesnic a samot. Největší vesnice jsou Soča a Trenta. Některé z vrcholů se z údolí zdvihají až 2000 m. Trenta začíná pod vrcholem Bavški Grintavec (2347 m). Na konci doliny Zadnja Trenta, kde se údolí začíná obracet o 180°, pramení řeka Soča.
- Koritnica je severní údolí. Konec údolí Koritnica je blízko malého města Bovec. Dolina Koritnica je tmavá, hluboká a úzká. Dva kilometry před koncem údolí, u pevnosti Kluze je slavná Koritnická roklina, která je jen pár metrů široká, ale přes 50 m hluboká. V horní části 12 km dlouhého údolí je hezká vesnice Log pod Mangartom (650 m).

## Horské chaty
- Zavetišče pod Špičkom (2064 m) – na jihu
- Dom v Tamarju (1108 m) – na severu
- Koča pri Izviru Soče (886 m) – na východě